# Гниловка
Гнило́вка — деревня в Рыльском районе Курской области. Входит в состав Студенокского сельсовета.

## География
Деревня находится на реке Обеста, в 125 км западнее Курска, в 19 км западнее районного центра — города Рыльск, в 6,5 км от центра сельсовета — Студенок. В 7 км проходит государственная граница с Украиной.
Климат
Гниловка, как и весь район, расположена в поясе умеренно континентального климата с тёплым летом и относительно тёплой зимой (Dfb в классификации Кёппена).

## Население
| 2002 | 2010 |
| ---- | ---- |
| 159  | ↘103 |

## Инфраструктура
В деревне 89 домов.

## Транспорт
Гниловка находится в 9 км от автодороги регионального значения 38К-017 (Курск — Льгов — Рыльск — граница с Украиной), на автодороге межмуниципального значения 38Н-352 (38К-017 — Гниловка), в 8,5 км от ближайшего ж/д остановочного пункта Гудово (линия Хутор-Михайловский — Ворожба).